# Линден, Изабель
Изабель Линден (нем. Isabelle Linden; род. 15 января 1991, Кёльн, Северный Рейн-Вестфалия) — немецкая футболистка, нападающая. Чемпионка Европы 2013 года в составе сборной Германии.

## Карьера

### Клубная
Воспитанница школы клуба «Фишених», летом 2006 года перешла в кёльнскую «Фортуну». Выступала во втором составе клуба, выиграв в сезоне 2006/07 первенство Среднего Рейна. В сезоне 2007/2008 играла уже в основном составе и призывалась в сборную, в зимнее трансферное окно перешла в команду «Эссен». С сезона 2009/10 выступает за леверкузенский «Байер», перейдя туда с Франческой Вебер и Стефани Мпаласкас. В первом круге в составе леверкузенского клуба Линден сыграла восемь матчей, в 2010 году большую часть сезона пропустила из-за травмы крестообразных связок. Завоевала титул чемпионки Второй Бундеслиги-Юг.

### В сборной
На региональном уровне Изабель представляла команду Среднего Рейна, в 2005 году она сыграла первые матчи за сборную Германии из девушек до 15 лет. Через год в сборной до 17 лет она сыграла матч против команды Канады, в 2008 году с той же сборной выиграла чемпионат Европы U-17 и бронзовые медали чемпионата мира U-17 в Новой Зеландии. В 2009 году была вызвана в сборную до 19 лет, однако на Турнире десяти наций не сыграла из-за травмы крестообразных связок. 24 мая 2012 дебютировала в молодёжной сборной до 23 лет, 1 апреля 2013 была вызвана на матч против команды США, однако не сыграла снова из-за повреждения. 19 июня Изабель дебютировала наконец-то за сборную в матче против Канады, заменив на 79-й минуте Селию Окоино да Мбаби. На следующий день главный тренер сборной Сильвия Нейд по телефону сообщила Линден, что та вызвана в сборную к чемпионату Европы. Изабель в итоге в Швеции не сыграла ни единого матча, но стала чемпионкой Европы.

## Достижения
- Чемпионка Европы 2013
- Чемпионка Европы U-17 2009
- Бронзовый призёр чемпионата мира U-17 2008
- Чемпионка Второй Бундеслиги Юг 2010
- Чемпионка Среднего Рейна 2007